# ユルク・バウアー

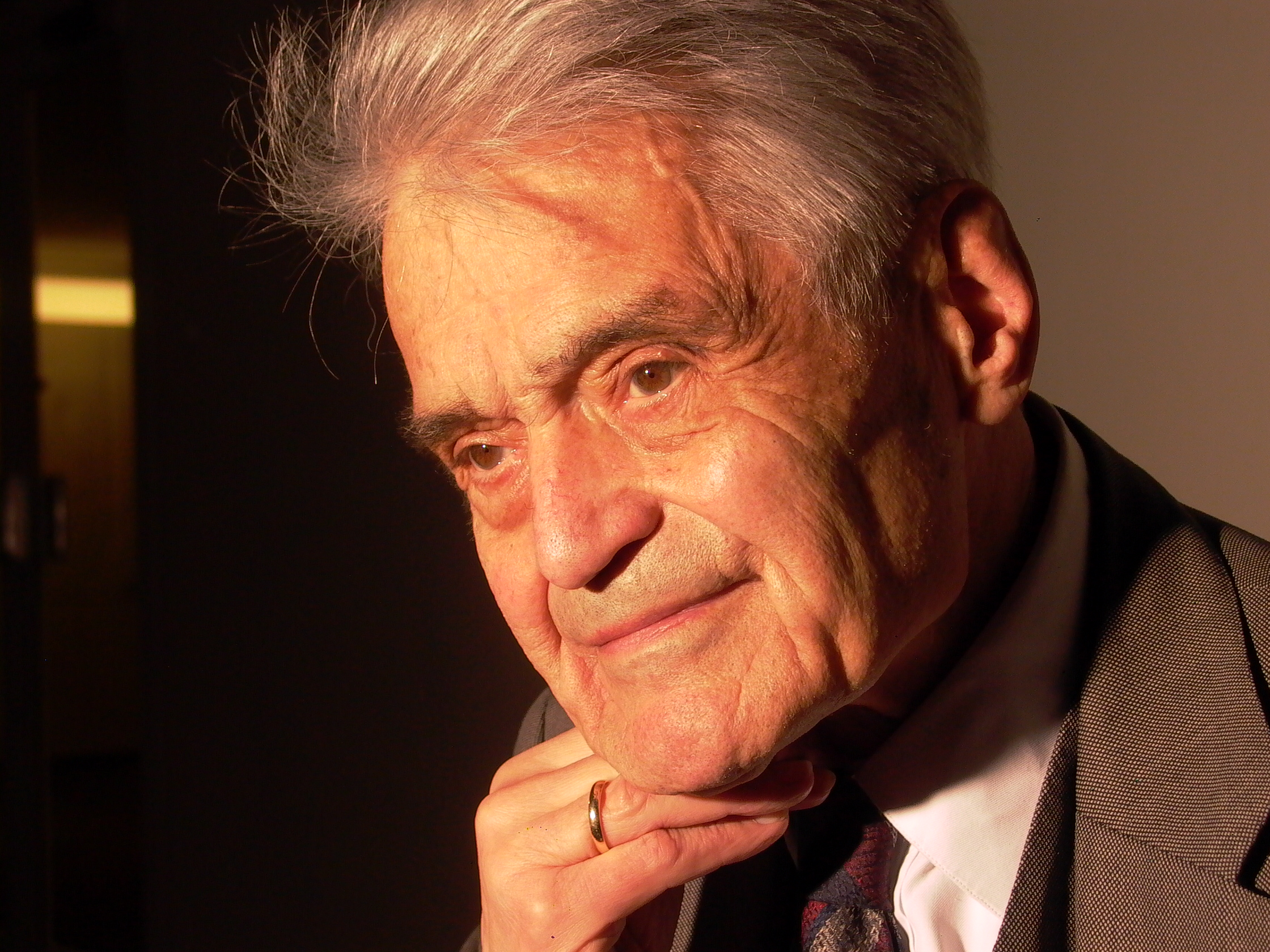
ユルク・バウアー（2008年11月）

ユルク・バウアー（Jürg Baur、1918年11月11日 - 2010年1月31日）は、ドイツの作曲家。

## 生涯
デュッセルドルフ出身。幼いころから作曲を行い、18歳の時に最初の弦楽四重奏曲が演奏された。1937年から1948年まで（1939年から1945年までの従軍と捕虜による中断をはさんで）ケルン音楽大学で学び、フィリップ・ヤルナッハに師事した。在学中の1946年からデュッセルドルフ音楽院の音楽理論の講師となっている。1948年から1951年までケルン大学の大学院で音楽学を学んだ。1952年からデュッセルドルフの聖パウル大聖堂の合唱指揮者兼オルガニストになり、ローマに留学する1960年までその職にあった。
1965年からロベルト・シューマン大学デュッセルドルフで教壇に立ち、1968年に教授となった。1971年にケルン音楽大学に移り、1990年まで在職した。
1970年にドイツ連邦共和国功労勲章を受章。

## 作風
戦後すぐは保守的なヤルナッハのスタンスに忠実で、極端な前衛に走らなかった。その後バルトーク・ベーラの強い影響を受け、1950年代にはアントン・ヴェーベルンの十二音音楽を取り入れた。やがて伝統音楽からの引用に関心が向き、ハインリヒ・イザーク、ヨハン・ゼバスティアン・バッハ、ロベルト・シューマン、アントニン・ドヴォルザーク、ヨハン・シュトラウス、カルロ・ジェズアルド、ヴォルフガング・アマデウス・モーツァルトなどの音楽を引用している。

## 作品

### オペラ
- コントラバス物語（2005）

### 管弦楽
- ジェズアルドによる交響的変容
- ロメオとジュリエット
- ロベルト・シューマンとの音楽
- オーボエと管弦楽のための『ローマ協奏曲』

### マンドリンオーケストラ
- 3つの小品
- コントラスト

## 文献
- Goslich, Siegfried. 1982. "Jürg Baur". Booklet in Deutscher Musikrat, Zeitgenossische Musik in der Bundesrepublik Deutschland 3: 1950–1960, edited by Carl Dahlhaus, 19–20 (German text), 42–43 (English translation by John Bell). 3-LP set, Deutsche Harmonia Mundi DMR 1007–1009. Cologne: EMI Electrola GmbH.
- Hesse, Lutz-Werner, Armin Klaes, and Arnd Richter (eds.). 1993. Jürg Baur: Aspekte seines Schaffens. Wiesbaden: Breitkopf & Härtel. ISBN 3765102881.
- Jacobs, Helmut C. 1993. "Jürg Baur als Akkordeonkomponist". in Jürg Baur: Aspekte seines Schaffens, edited by Lutz-Werner Hesse, Armin Klaes, and Arnd Richter, 65–67. Wiesbaden: Breitkopf & Härtel. ISBN 3765102881.
- Krellmann, Hanspeter, and Jürg Baur. 1968. Ich war nie Avantgardist: Gespräche mit dem Komponisten Jürg Baur. Wiesbaden: Breitkopf & Härtel.
- Lang, Klaus. 1983. "Komponieren Heute: Interview mit Jürg Baur". Neue Zeitschrift für Musik 144, no. 10 (October): 17–20.
- Levi, Erik. 2001. "Baur, Jürg". The New Grove Dictionary of Music and Musicians, second edition, edited by Stanley Sadie and John Tyrrell. London: Macmillan Publishers.
- Wallerang, Lars. 2005. "Uraufführung in Düsseldorf: Die Oper, die baden gehen musste". Westdeutsche Zeitung (26 November).
- Wallerang, Lars. 2010. "Jürg Baur: Ein Musiker bis zum letzten Atemzug". Westdeutsche Zeitung (2 February).